# Ізбець
Ізбець — потік в Україні у Самбірському районі Львівської області. Правий доплив річки Топільниці (басейн Дністра).

## Опис
Довжина балки приблизно 3,45 км, найкоротша відстань між витоком і гирлом — 2,56  км, коефіцієнт звивистості річки — 1,35 . Формується багатьма безіменними струмками.

## Розташування
Бере початок на південно-східних схилах гори Ізбець Горб (619 м). Тече переважно на південний захід і на північно-західній околиці села Топільниця впадає у річку Топільницю, праву питоку річки Дністра.

## Цікаві факти
- На правому березі потоку на відстпні приблизно 1,2 км пролягає автошлях Н13[3] (автомобільний шлях національного значення на території України, Львів — Самбір — Ужгород. Проходить територією Львівської та Закарпатської областей.).